# سید رسول موسوی
سید رسول موسوی (زادهٔ ۱۳۳۷) از دیپلماتهای ارشد جمهوری اسلامی ایران است.

## زندگی‌نامه
سید رسول موسوی متولد دهم دی ماه ۱۳۳۷ در شهر شبستر است.
او دارای مدرک کارشناسی اقتصاد از دانشگاه شیراز و دکتری علوم سیاسی از دانشگاه آزاد است.
موسوی از سال ۱۳۶۳ تا ۱۳۷۰ مدیرکل روابط فرهنگی وزارت فرهنگ و ارشاد اسلامی بود و از سال ۱۳۷۰ تا ۱۳۷۵ رئیس مرکز مطالعات آسیای مرکزی و قفقاز در وزارت امور خارجه شد. در سال ۱۳۷۵ به عنوان سفیر جمهوری اسلامی ایران در تاجیکستان منصوب شد. دوران مأموریت پنج سالهٔ موسوی در تاجیکستان همزمان با جنگ داخلی تاجیکستان و پایان و استقرار صلح در این کشور است.
 رسول موسوی متأهل و دارای سه فرزند است. خاطرات موسوی در این باره در کتاب صلح تاجیکستان به روایت اسناد آمده‌است.
در سال ۱۳۸۰ پس از بازگشت به ایران مجدداً رئیس مرکز مطالعات آسیای مرکزی و قفقاز شد و در سال ۱۳۸۵ تا ۱۳۸۸ مدیرکل دفتر مطالعات سیاسی و بین‌المللی شد؛ و در سال ۱۳۸۸ تا ۱۳۹۳ سفیر ایران در فنلاند شد.
موسوی از دی ماه 1397 تا زمان بازنشستگی در سال 1403 مدیرکل آسیای جنوبی وزارت امور خارجه بود. 